# Oddur Pétursson
Oddur Pétursson (* 2. Juli 1931 in Ísafjörður; † 24. Mai 2018 ebenda) war ein isländischer Skilangläufer.

## Biografie
Oddur Pétursson belegte bei den Olympischen Winterspielen 1952 im Rennen über 18 Kilometer den 55. Platz. Bei den Olympischen Winterspielen 1956 wurde er im Rennen über 15 Kilometer 61. und belegte im Rennen über 30 Kilometer den 48. Platz.
Sein Bruder Gunnar Pétursson war ebenfalls Skilangläufer und nahm an den Olympischen Winterspielen 1952 teil.